# 马丁娜·琴托凡蒂
马丁娜·琴托凡蒂（義大利語：Martina Centofanti，1998年5月19日—），意大利女子体操运动员。她曾代表意大利参加2016年和2020年夏季奥林匹克运动会体操比赛，其中2020年奥运会获得一枚铜牌。